# Adam Zapský ze Zap
Adam Zapský ze Zap a na Dubči (kolem roku 1600–1626, Praha) byl český šlechtic a rytíř z rodu Zapských ze Zap. 
Pocházel z dubečské větve rodu, která vlastnila městečko Dubeč a řadu statků v blízkosti tehdejší Prahy. Po předčasné smrti rodičů se stal Adam Zapský ještě jako nezletilý jediným dědicem dubečského panství. Prarodiče zajistili Adamovi kvalitní vzdělání, které zahrnovalo dokonce studium na zahraniční univerzitě v Lipsku. Ačkoli byla rodina Zapských ze Zap protestantského vyznání, konvertoval Adam Zapský ke katolické víře. Během českého stavovského povstání podporoval Adam Zapský vzbouřené stavy penězi a dopustil se urážky císařského Majestátu.
Konfiskační komisí byl proto po porážce povstání odsouzen k propadnutí jedné třetiny majetku. Vlivem zákulisních intrik a podezřelých majetkových machinací v časech právního rozvratu po bitvě na Bílé Hoře však došlo také k zabavení většiny Zapského majetku, na které se konfiskace nevztahovaly. Ve snaze získat zpět statky, které byly protiprávně zabaveny, se Adam Zapský zapletl do milostného poměru s Annou Marií Kaprovou z Kaprštejna, manželkou císařského rady Jana Daniela Kapra z Kaprštejna, jež byla manželem pověřena převzetím Zapského majetku. Oba milenci se později rozhodli zosnovat vraždu Kaprštejna, kterou uskutečnili v roce 1625. Adam Zapský byl spolu se svou milenkou krátce po vraždě zatčen, uvězněn a odsouzen k trestu smrti, který byl vykonán v roce 1626.
Aféra s vraždou císařského rady a soudní proces nad Adamem Zapským a Annou Marií se staly předmětem zvýšeného zájmu již ve své době. V 19. století v době romantismu a zvýšeného nacionalismu se stal Zapského případ inspirací k vytvoření četných románových děl a literárních fikcí, přičemž silně zapustil kořeny také do ústní tradice. Dnes je dáván případ Adama Zapského za klasický příklad aplikace trestního práva a hrdelního procesu v první čtvrtině 17. století. Na Zapského osudu lze také snadno demonstrovat krizi české předbělohorské stavovské společnosti a četné přehmaty zemských úřadů a úředníků v době následující krátce po porážce stavovského povstání.

## Původ a mládí

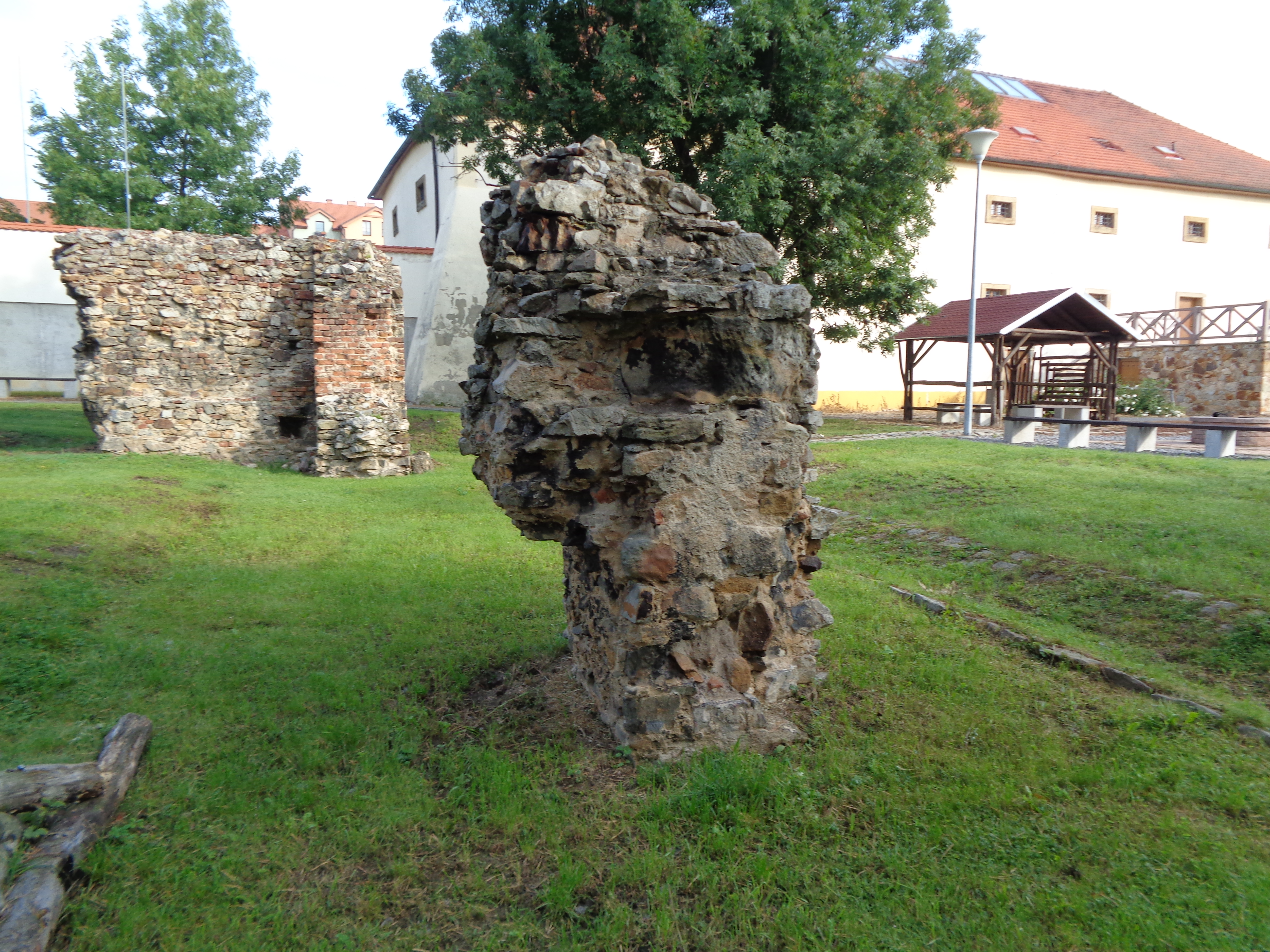
Tvrziště v Dubči

Otcem Adama Zapského byl Oldřich Zapský ze Zap, jediný syn majitele dubečského panství Adama staršího Zapského ze Zap a na Dubči, který vládl nad majetkem dubečské větve Zapských ze Zap v letech 1567/8-1609. Ludmila, matka Adama Zapského pocházela z rodu Dvořeckých z Olbramovic. Adam Zapský se narodil přibližně v letech 1600–1601, a to krátce před smrtí svého otce či naopak až jako Oldřichův pohrobek. Úmrtí Oldřicha Zapského, Adamova otce a dědice rodinného majetku, mělo pro majitele dubečského panství Adama staršího Zapského tragické následky, protože s Oldřichem se již napevno počítalo jako s novým majitelem Dubče, Dubečka, Lítožnice, Dolních Měcholup, Netluk, Běchovic a Kyjí, které tvořily na počátku 17. století rozsáhlou a hospodářsky prosperující doménu Zapských ze Zap. Za svého dědice tak Adam starší Zapský vyhlásil v roce 1607 vnuka Adama, který se již tehdy začal nazývat z důvodu rozeznání obou Zapských Adamem mladším. Poslední vůle dubečského pána, na základě které odkázal dubečské panství svému vnukovi, byla vložena do zemských desek v roce 1609. Adam mladší neměl lehké dětství. Po předčasné smrti otce Oldřicha následovala brzká ztráta matky Ludmily a také úmrtí děda Adama staršího. V roce 1608 bylo navíc dubečské panství těžce zpustošeno vojskem arciknížete Matyáše, který na dubečské tvrzi vyjednával v červnu toho roku během svého vojenského tažení na Prahu s vyslanci císaře Rudolfa II. ohledně dědické krize v habsburském rodě.

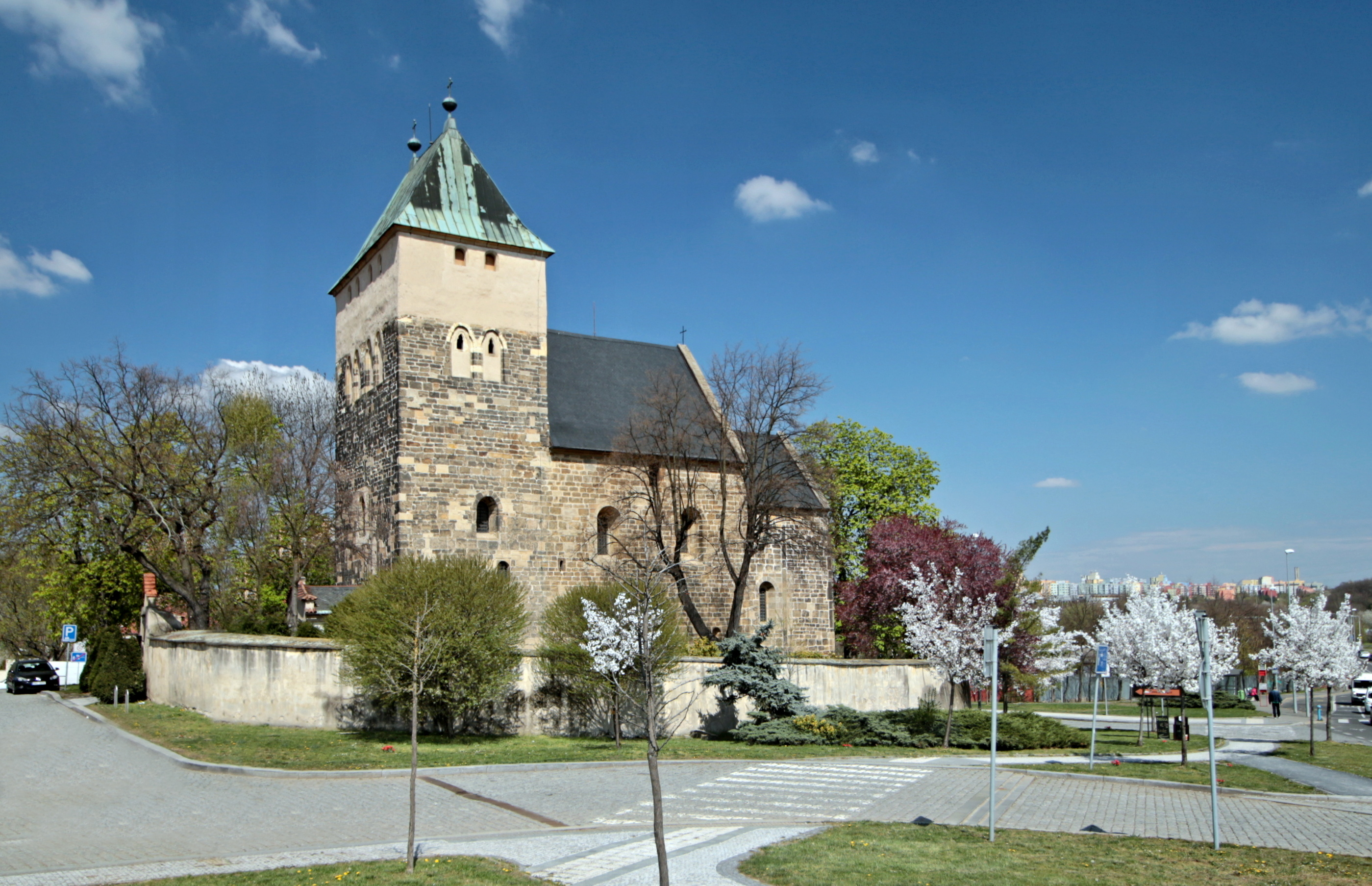
Kostel sv. Bartoloměje v Kyjích

Po smrti Adama Zapského staršího přešlo poručnictví nad nezletilým Adamem na jeho babičku Marianu Hrzánovou z Harasova. Ta v roce 1610 sepsala závěť, ve které svému vnukovi odkázala statek Kyje, jenž jí její muž zapsal roku 1600 do zemských desek jako soukromé jmění pro případ ovdovění. Adam Zapský mladší byl tehdy již vzdělané šlechtické dítko. Prarodiče mu totiž zajistili formou domácích učitelů kvalitní a důsledné vzdělání, které zahrnovalo například znalost čtení, psaní, kupeckých počtů nebo latiny. V roce 1614 byl Adam dokonce zapsán jako student na univerzitě v Lipsku. Roku 1615 se Adam Zapský však již nacházel v Čechách, neboť v této době zemřela jeho babička a poručnice Mariana Hrzánová z Harasova. Někdy před rokem 1618 učinil mladý Zapský důležitý krok, když konvertoval a stal se katolíkem. Do té doby byli Zapští ze Zap významnou protestantskou rodinou. Tento krok byl pravděpodobně pouze osobním rozhodnutím samotného Adama Zapského a nejednalo se tak o změnu konfesního vyznání celého rodu. 
Ještě před rokem 1618 se Adam Zapský oženil s o mnoho let starší Evou Zapskou ze Zap pocházející z průhonické větve rodu. Manželství však nebylo podle všeho šťastné, neboť manžele rozdělovala víra, věk a také skutečnost, že Eva Zapská nepřinesla Adamovi žádné věno, jelikož průhonická větev Zapských ze Zap vymřela po meči již v roce 1606 a Průhonice byly odprodané Annou Alžbětou, starší sestrou Evy, v roce 1616 císařskému radovi Ondřeji Hanevaldovi z Eckersdorfu. Manželství bylo kromě toho bezdětné. Snad právě nepříliš spokojené manželství mohlo být spolu s konverzí k římskokatolické církvi důvodem, proč Adam Zapský opustil Čechy a někdy v letech 1617–1618 se vydal na kavalírskou cestu do Francie.

## Ztráta majetku
Adam Zapský se vrátil do vlasti až na počátku roku 1619, kdy již několik měsíců zuřilo stavovské povstání a válka s císařem. Navzdory tomu, že ještě nedosáhl úplné zletilosti, se Zapský ujal dubečského panství, ačkoli po porážce povstání tvrdil zemským úředníkům pravý opak. Nevybouřené mládí navíc způsobilo, že se ještě v roce 1619 zapletl Zapský v Praze do vážné potyčky, kterou musel řešit až zemský soud. Adamovo působení během stavovského povstání je dodnes obestřeno řadou nepodložených mýtů, které zpravidla vycházejí až z pozdější tradice. Není tedy pravda, že Zapský sloužil ve vojsku českých stavů a táhl do Rakous. Nebojoval ani v bitvě na Bílé Hoře. Reálný základ má pouze to, že veřejně urážel císařský Majestát a odváděl povstalecké vládě v Praze daně, přičemž se také vykoupil z povinnosti zemské hotovosti. To vše byly v jeho případě přitěžující okolnosti, jelikož se jednalo o katolického šlechtice. Po porážce povstání v roce 1620 se snažil Adam Zapský své činy během povstání bagatelizovat. Podle císařských patentů a generálního pardonu z roku 1622 se však Zapský ocitl na straně povstalců, jelikož tím byl dle rozhodnutí Vídně každý, kdo vzbouřené stavy podporoval penězi. Ještě v roce 1622 byl královskou komorou pořízen odhad Zapského majetku a on sám odsouzen ke ztrátě jedné jeho třetiny.
Jelikož královská komora dlužila v této době vysokou částku císařskému radovi Janovi Danielu Kaprovi z Kaprštejna, povolila mu uvázat se po nějaký čas na dubečském panství. V letech 1622–1623 tak Kaprštejn zabral nejen Dubeč, ale i zbylé Zapského statky, na které se konfiskace nevztahovaly, a to zejména Běchovice a Kyje. Adam Zapský se snažil této svévoli zabránit, avšak marně. Jeho protesty zemským úředníkům nenašly odezvu. Zapského statky byly příliš lákavé nato, aby je mohli bělohorští vítězové pustit z rukou. Na dubečské panství si totiž dělal zálusk kníže Karel I. z Lichtenštejna, který byl nejen členem konfiskační komise, ale také měnového konsorcia, jež po Bílé Hoře devalvovalo českou měnu, což obojí Lichtenštejnovi umožnilo skupovat ve velkém zkonfiskované statky v blízkosti Prahy, a to za nekvalitní minci s výrazně menším objemem drahých kovů. V roce 1623 tak Lichtenštejn odkoupil od královské komory celé dubečské panství i s přidruženými statky Běchovicemi a Kyjemi, které ihned připojil k Uhříněvsi. Tím došlo k vážnému porušení výnosu samotné konfiskační komise, protože Zapskému nebyl přiznán nárok na proplacení zbylých dvou třetin majetku, na které se konfiskace nevztahovala. Ve snaze vyplatit se z konfiskace a udržet alespoň samotnou Dubeč nadělal Adam Zapský v letech 1622–1624 velké dluhy. Jelikož mu byl zkonfiskován také dům v Praze, přišel takřka na mizinu. Pro neschopnost splácet dluhy byl dokonce načas uvržen do vězení. Na svobodu byl propuštěn teprve v roce 1625.

## Vražda Kaprštejna a Zapského proces
V letech 1622–1624, kdy se snažil Adam Zapský získat zpět svůj zabavený majetek, došlo k jeho seznámení s mladou šlechtičnou Annou Marií z Greifenfelsu, manželkou Kapra z Kaprštejna. Anna Marie byla vnučkou Jana Piláta Rakovnického z Jenštejna, staroměstského konšela a purkmistra Starého Města pražského. Mnohem starší Kaprštejn pojal Annu Marii za svou choť především z pragmatických důvodů, jelikož se jednalo o výhodnou partii. On sám zbohatl na pobělohorských konfiskacích značným způsobem, neboť získal nejen Dolní Počernice a Chvaly spolu s vinicí u Prahy, ale také výstavní malostranský dům v Praze U černého orla, který dnes stojí na místě Fragnerovy lékárny čp. 203 a 204 na Malostranském náměstí a v Zámecké ulici. V letech 1622–1623 držel dočasně bývalé Zapského panství v Dubči, a dokonce to byl on, kdo v roce 1622 vyzval svou ženu Annu Marii, aby zabrala Zapskému Kyje, na což si Adam Zapský otevřeně stěžoval. Právě tehdy se Zapský seznámil s Kaprovou ženou. Oba dva se stali brzy milenci a svůj poměr dle tehdejších zvyklostí ani nijak neskývali. Bylo to tak veřejné tajemství, o kterém nejspíše nevěděl jen sám Kaprštejn, který jako císařský rada trávil většinu času v Praze, kdežto jeho žena na venkovských statcích. Strach z prozrazení vedl nakonec oba milence k zosnování vražedného plánu. Kaprštejn měl být zabit, čímž by se Anna Marie stala jedinou dědičkou celého majetku. Stále ještě mladý a naivní Zapský, který přišel o všechen majetek, pravděpodobně věřil, že mu jeho milenka následně poskytne finanční náhradu za zabavené Kyje.

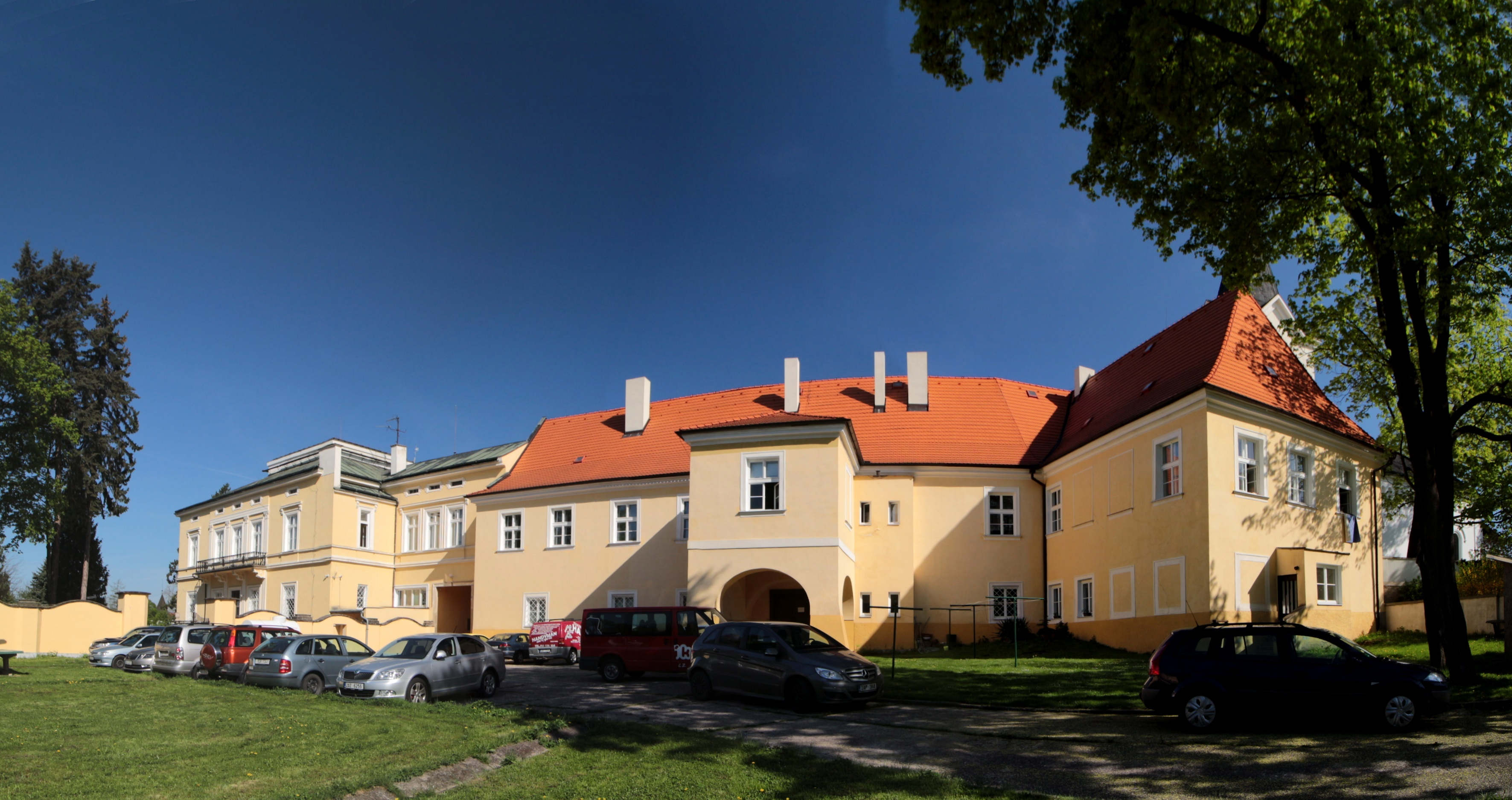
Zámek Dolní Počernice

Kaprštejn byl svou ženou 13. listopadu 1625 záludně vylákán z Prahy. Při cestě z Prahy do Dolních Počernic jej v oblasti Hrdlořez přepadl sám Adam Zapský spolu s najatým pacholkem a Kaprštejna úkladně zavraždil. I když Zapský z místa činu uprchl do Prahy a snažil se získat si alibi, vražda vlivného a mocného císařského rady se začala ihned vyšetřovat. Milenecký vztah Zapského a Kaprovy ženy byl na základě výpovědí svědků rychle odhalen. Oba byli zatčeni, uvězněni a podrobeni soudnímu přelíčení. Jak Adam Zapský, tak Anna Marie se ke svému činu přiznali. Celá kauza vzbudila mimořádný rozruch. Především za Zapského se přimlouvaly mnohé osobnosti, například Albrecht z Valdštejna, který byl zčásti potomkem Smiřických ze Smiřic, s nimiž se rod Zapských ze Zap v roce 1610 příbuzensky spojil. Žádost o milost pro Zapského byla však ve Vídni zamítnuta samotným císařem. Anna Marie byla jako cizoložná žena a jeden z iniciátorů vraždy svého muže neprodleně odsouzena k trestu smrti, a to způsobem neobyčejně krutým. Měla být mrskána, pohřbena zaživa a probodnuta kůlem. Na přímluvu příbuzných a dalších osob jí byl však nakonec trest zmírněn na mrskání a stětí. Na svou popravu čekala ve staroměstském vězení. To Adam Zapský byl vsazen do Bílé věže na Pražském hradě, kde čekal na proces. Také on byl posléze odsouzen k trestu smrti stětím.
Dne 30. ledna 1626 byla Anna Marie vyvedena z vězení na Malé Straně pražské, kam byla převezena, obnažena do půli těla a dopravena na voze před dům pana Kaprštejna. Tady byla za přítomnosti velkého množství lidu mrskána metlami. Podruhé si vytrpěla mrskání na malostranském pranýři. Napotřetí ženu mrskali před Staroměstskou radnicí, kde ji vzápětí sťal kat Jan Mydlář. Toto krvavé divadlo si nenechaly ujít stovky a tisíce Pražanů. Nešťastný Adam Zapský byl popraven v ranních hodinách 3. února 1626 na nádvoří starého purkrabství Pražského hradu. Dačický píše, že při popravě kat „…netrefil jeho krk a do půl hlavy jemu vťal.“ Pohřben byl v kostele sv. Tomáše na Malé Straně pražské. Adamem Zapským vymřela dubečská větev Zapských ze Zap po meči.

## Ohlas
Celý případ vraždy Kaprštejna a Zapského čin získaly už ve své době velkou pozornost. Tato událost dokonce nadlouho zastínila válečné události třicetileté války. O tomto činu se zmiňují všichni významní současníci jako Mikuláš Dačický z Heslova, Jan Jiří Harant z Polžic a Bezdružic nebo Šimon Eustach Kapihorský. O Kaprštejnově vraždě se zmiňuje také v Komenský v Historii o těžkých protivenstvích církve české. Ještě Jan František Beckovský píše o téměř sto let později o Zapského činu. Největší popularity se celý příběh dočkal v 19. století, kdy mu byl mylně a dodatečně vkládán motiv tragické lásky, který se protnul s motivem náboženského, a dokonce národnostního zápasu. Toho využil historik a spisoval Josef Svátek, který ve svém románu Paměti katovské rodiny Mydlářů v Praze zpracoval Zapského příběh. Tím došlo k vytvoření fiktivní románové balady, která negativně ovlivnila také četná[jaká?] faktografická díla. Dnes je Zapského proces často zmiňován zejména bulvárními a senzacechtivými časopisy a magazíny, kde se stále opakují stejné[jaké?] historické chyby a mýty. Dnešní česká historiografie oproti tomu vnímá celý příběh v kontextu doby a jako nesporně zajímavou a svým způsobem unikátní epizodu pobělohorského práva a kriminality.